# Gare de Saint-Lambert (Belgique)
Pour les articles homonymes, voir Gare de Saint-Lambert.
La gare de Saint-Lambert est une ancienne gare ferroviaire belge de la ligne 136, de Rossignol (Walcourt) à Florennes via Yves-Gomezée (renommée ligne 132N, de Walcourt à Neuville-Sud, située à Saint-Lambert, village de la commune de Walcourt, en Région wallonne dans la province de Namur.
Elle est mise en service en 1853 par la Compagnie de l'Entre-Sambre-et-Meuse et ferme aux voyageurs en 1982. La gare d'Yves-Gomezée l'a en quelque sorte remplacée[réf. souhaitée].

## Situation ferroviaire
La gare de Saint-Lambert était située au point kilométrique (PK) 3,10 de la ligne 136, de Rossignol (Walcourt) à Florennes, entre les gares, fermées, de Rossignol et d’Hemptinne. Elle fait partie depuis 1970 de la ligne 132N, de Walcourt à Neuville-Sud entre les gares ouvertes d’Yves-Gomezée et Philippeville. 

## Histoire
La station de Saint-Lambert est mise en service le 15 décembre 1853 par la Société du chemin de fer de l'Entre-Sambre-et-Meuse (futur Grand Central Belge, nationalisé en 1897).
Le bâtiment d'origine est agrandi en 1904.
Fermée une première fois en 1962, lors de la disparition des trains de voyageurs, elle rouvre en 1970 lorsque cette section est intégrée à la ligne 132N, solution de continuité entre Walcourt et Mariembourg. Cependant, en 1982, la gare de Saint-Lambert ferme à nouveau.
La gare de Yves-Gomezée, mise en service[Quand ?] sur la ligne 132N, accueille désormais les voyageurs à proximité.

## Patrimoine ferroviaire
Le bâtiment des recettes, construit en 1853, appartient au plan type standard de la Société du chemin de fer de l'Entre-Sambre-et-Meuse et possède une façade en briques. Il a été revendu après la fermeture des guichets par la SNCB et sert d'habitation.
Dans sa configuration d'origine, il est identique à celui de la gare de Florennes-Sud ainsi qu'à ceux, démolis depuis, des gares de Silenrieux, Cerfontaine et Couvin. Celui de la première gare de Philippeville est du même type mais avec une façade en pierres.
Vers 1904, le bâtiment est agrandi en créant une extension du corps de logis et en prolongeant les ailes basses.